# Agenzia di rappresentanza
L'agenzia di rappresentanza commerciale è sostanzialmente un'agenzia d'affari specializzata nella ricerca e sviluppo di intermediazioni commerciali nazionali ed internazionali per conto di uno o più committenti previo stipula di mandato specifico.
In Italia l'agenzia di rappresentanza è un soggetto giuridico dotato di partita IVA, regolamentato come un agente di commercio plurimandatario.
Un'agenzia di rappresentanza valuta la fattibilità di ogni progetto che gli viene proposto, successivamente, per conto dei mandanti selezionati, pianifica e gestisce la promozione commerciale creando dei gruppi di lavoro guidati da un responsabile per ogni singolo progetto. Mansioni e responsabilità specifiche sono affidate ad agenti di commercio, procacciatori d'affari, consulenti commerciali e altri professionisti free lance anch'essi autonomi, flessibile sia in termini quantitativi che qualitativi, in base alle esigenze e alla disponibilità economica dell'azienda committente.
Tradizionalmente l'attività principale dell'agenzia di rappresentanza è gestire la promozione diretta creando reti vendita formate da venditrici e venditori di vario tipo che si propongano con vari metodi e tecniche di vendita presso privati o aziende in un determinato territorio.